# A1689-zD1
A1689-zD1 — галактика в скоплении галактик в созвездии Девы. Является одной из наиболее далёких наблюдаемых галактик (на момент наблюдения, февраль 2008 года) на основе данных о фотометрическом красном  смещении.
Если красное смещение, z~7.6, измерено корректно, то эта величина объясняет, почему свет от галактики приходит к нам только в инфракрасной части спектра. Галактика наблюдается на телескопе «Хаббл» при помощи спектрометра NICMOS и на телескопе «Спитцер»; проявляется эффект гравитационной линзы: скопление галактик Abell 1689, расположенное между Землёй и галактикой A1689-zD1, на расстоянии 2,2 млрд световых лет от наблюдателя играет роль естественной линзы для света от гораздо более далёкой галактики, расположенной за ним.